# Madhuca penangiana
Madhuca penangiana är en tvåhjärtbladig växtart som först beskrevs av George King och James Sykes Gamble, och fick sitt nu gällande namn av Herman Johannes Lam. Madhuca penangiana ingår i släktet Madhuca och familjen Sapotaceae. Inga underarter finns listade i Catalogue of Life.